# Cathédrale Saint-Florin de Vaduz

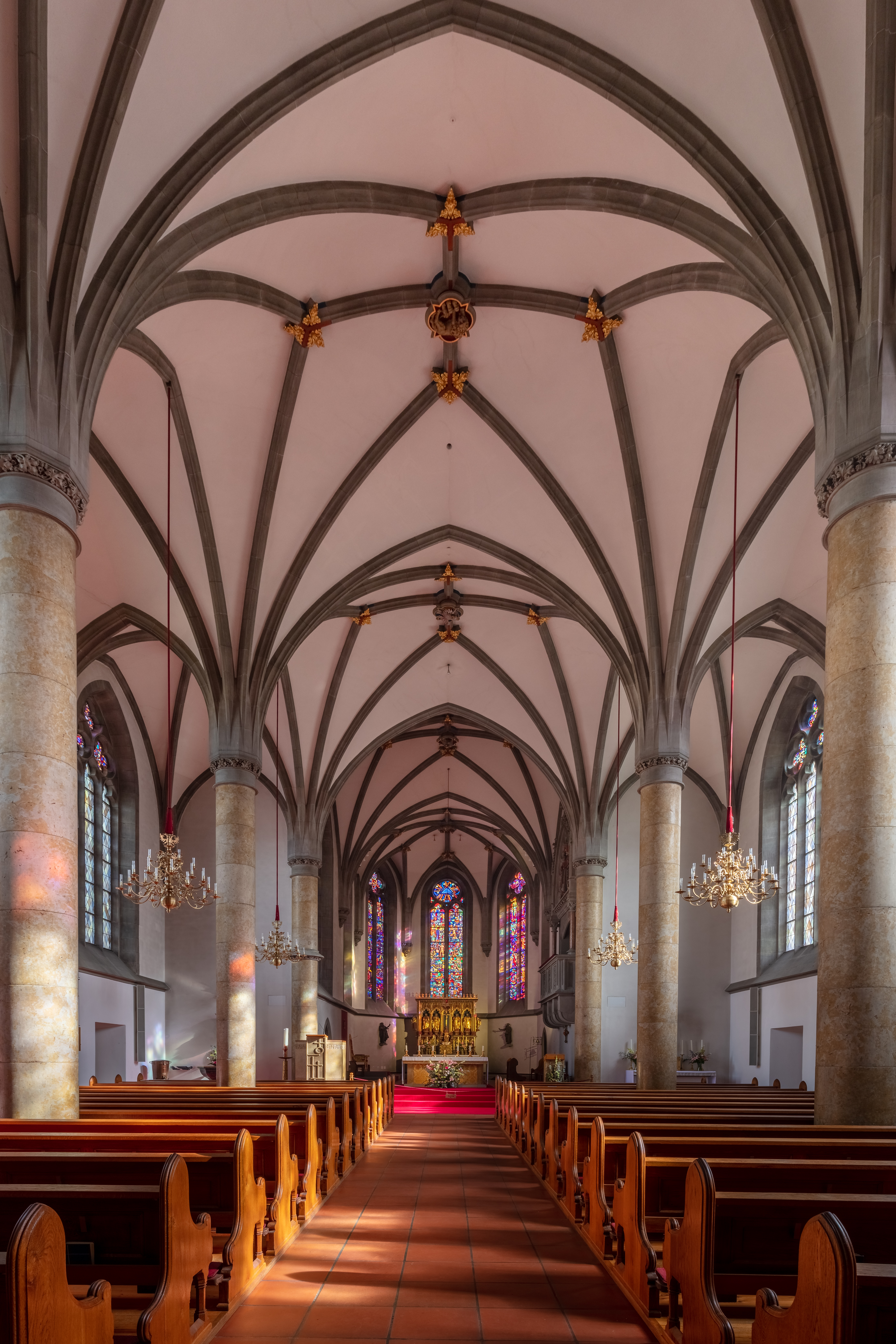
Intérieur de la cathédrale. Octobre 2022.

La cathédrale Saint-Florin de Vaduz (en allemand : Kathedrale St. Florin) est une cathédrale catholique siège de l'archidiocèse de Vaduz au Liechtenstein et l'unique cathédrale du pays.
À l'origine une église paroissiale, elle a été élevée à la dignité de cathédrale en 1997 à la suite de la création de l'archidiocèse de Vaduz.
La cathédrale abrite sur son flanc sud la nécropole de la famille princière du Liechtenstein, achevée en 1960. Le prince François-Joseph II de Liechtenstein et sa femme Georgina von Wilczek, morts en 1989, y sont enterrés, ainsi que leur belle-fille Marie Kinsky von Wchinitz und Tettau, la femme du prince actuel, morte en 2021.